# Circuit d'Auvergne
Le Circuit d'Auvergne, appelé aussi le Grand Prix des Rasoirs Philips, est une ancienne course cycliste française, disputée entre 1954 et 1968. De 1954 à 1962, l'épreuve comporte des étapes,. 

## Palmarès
| Année | Vainqueur         | Deuxième          | Troisième           |
| ----- | ----------------- | ----------------- | ------------------- |
| 1954  | Roger Buchonnet   | Antoine Martinez  | Joseph Costa        |
| 1955  | Roger Rivière     | Armand Finet      | Marcel Rohrbach     |
| 1956  | Louis Kosec       | Mario Bertolo     | Roger Geoffroy      |
| 1957  | Roger Buchonnet   | Claude Colette    | Ferdinand Devèze    |
| 1958  | Max Cohen         | Robert Ducard     | Ferdinand Devèze    |
| 1959  | Louis Bergaud     | Stéphane Klimek   | Joseph Ali          |
| 1960  | Guy Ignolin       | Raphaël Géminiani | Aristide Tarri      |
| 1961  | Guy Ignolin       | Brian Robinson    | Jacques Simon       |
| 1962  | Guy Ignolin       | Jean Anastasi     | Jaume Alomar        |
| 1963  | Jacques Anquetil  | Claude Mazeaud    | Seamus Elliott      |
| 1964  | Louis Rostollan   | André Foucher     | André Zimmermann    |
| 1965  | Arie den Hartog   | Jacques Bachelot  | André Foucher       |
| 1966  | Maurice Izier     | Julio Jiménez     | Raymond Delisle     |
| 1967  | Édouard Delberghe | André Bayssière   | André De Marteleire |
| 1968  | Bernard Guyot     | Antoon Houbrechts | Jean Dumont         |